# Floé Kühnert
Floé Kühnert (Ulm, 6 maart 1984) is een voormalig atlete uit Duitsland.
In 2002 werd Kühnert wereldkampioene polsstokhoogspringen bij de jeugd O20. Ze sprong hier 4,40 meter, slechts 1 centimeter onder haar uiteindelijke persoonlijke record dat ze eerder dat jaar sprong.
Op de Olympische Zomerspelen van Athene in 2004 nam Kühnert deel aan het onderdeel polsstokhoogspringen.
Ze sprong 4,15 meter, maar dat was niet voldoende om door de kwalificatie heen te komen.

## Persoonlijke records
Outdoor
- 100 meter horden: 15,32 s (2002)
- polsstokhoogspringen: 4,41 meter (2002)

Indoor
- hoogspringen: 1,67 meter (1999)
- polsstokhoogspringen: 4,30 meter (2003)

## Privé
Na haar sportcarrière ging Kühnert als huisarts in Baiersbronn werken.
- World Athletics: 14278595